# Гемоглобін A
Гемоглобін A (гемоглобін дорослих, HbA) — нормальний гемоглобін дорослої людини.
Білок гемоглобіну є тетрамером, тобто складається з 4-ох амінокислотних ланцюгів.
В залежності від виду цих ланцюгів розрізняють два типи гемоглобіну A:
- Гемоглобін A (α2β2) — 98% (з них 4—6% глікозильованого гемоглобіну HbA1c)
- Гемоглобін A2 (α2δ2) — 2%.

α2β2 — означає що в гемоглобіні міститься два α-ланцюги і два β-ланцюги. В гемоглобіні A2 два β-ланцюги замінені на δ-ланцюги.
Синтез дорослого гемоглобіну починається ще у внутрішньоутробному періоді, в перші кілька місяців після народження він замінює фетальний гемоглобін. Місце синтезу — кістковий мозок. У здорових дорослих осіб присутні лише сліди фетального гемоглобіну.